# Trattato di pace olandese-indonesiano
Il trattato di pace olandese-indonesiano (in indonesiano Konferensi Meja Bundar; in olandese Ronde Tafel Conferentie), si è svolto a l'Aia, Paesi Bassi, dal 23 agosto 1949 al 2 novembre 1949 tra i rappresentanti del Regno dei Paesi Bassi, della Repubblica d'Indonesia e della Bijeenkomst voor Federaal Overleg (BFO) in rappresentanza dei vari Stati formati dall'autorità coloniale olandese nell'arcipelago indonesiano.

Prima di questa conferenza di pace, avevano già avuto luogo tre importanti incontri diplomatici di alto livello tra Repubblica d'Indonesia e Regno dei Paesi Bassi:
- l'accordo di Linggadjati, firmato il 15 novembre 1946, con il quale l'autorità coloniale olandese riconosceva quella della Repubblica d'Indonesia sui territori di Giava, Madura e Sumatra;
- l'accordo della Renville, firmato sulla nave statunitense USS Renville nel 1948 con il quale si cercò di risolvere alcune questioni rimaste irrisolte con il precedente trattato, con la quale la Repubblica d'Indonesia riconosceva i guadagni territoriali dell'autorità coloniale olandese;
- l'accordo Roem–van Roijen, firmato il 7 maggio 1949, con il quale si sancì il cessate il fuoco tra le parti e si prepararono le condizioni preliminari per il trattato che si sarebbe tenuto a l'Aia.

La conferenza di pace ebbe come risultato il trasferimento della sovranità territoriale dall'autorità coloniale olandese ad una nuova realtà politica, gli Stati Uniti d'Indonesia, uno stato federale composto dalla Repubblica d'Indonesia e dall'insieme di stati federali creati dagli olandesi e sotto la giurisdizione del Bijeenkomst voor Federaal Overleg, un'assemblea federale consultiva con autorità sui territori coloniali olandesi.

## Presupposti del trattato
Il 17 agosto 1945 il leader indipendentista indonesiano e presidente della Repubblica d'Indonesia, Sukarno, aveva dichiarato la proclamazione d'indipendenza indonesiana. Gli olandesi, che erano stati scacciati nel 1942 dall'occupazione giapponese delle Indie Orientali Olandesi, considerarono i leader indonesiani alla stregua di collaborazionisti e, anche facendo leva su questa considerazione, reclamarono nuovamente il possesso del loro territorio ex-coloniale. Il conflitto tra olandesi e indipendentisti indonesiani si sviluppò rapidamente in un conflitto su vasta scala, ma intorno alla metà del 1946 entrambe le fazioni furono costrette a negoziare dalle pressioni internazionali. Le autorità coloniali olandesi seguirono la politica di trattativa e mediazione voluta dal Governatore-Generale delle Indie Orientali Olandesi Hubertus van Mook e dal primo ministro dei Paesi Bassi Willem Schermerhorn, entrambi favorevoli a perseguire la via del confronto diplomatico, anche in virtù delle pressioni internazionali sia degli Stati Uniti e dell'Unione Sovietica; sulla scia di questa situazione venne organizzata una conferenza a Malino nel luglio del 1946 che portò alla formazione dello Stato dell'Indonesia Orientale.

Dopo l'arrivo di una commissione generale da l'Aia nel settembre del 1946 e dopo ben due mesi di negoziati, finalmente venne raggiunto un accordo ulteriore, l'accordo di Linggadjati iniziato il 15 novembre 1946 che venne tuttavia ratificato solo nell'aprile del 1947. In base ai termini sottoscritti in quest'ultimo accordo nazionalisti e autorità coloniali olandesi avrebbero dovuto cooperare per la formazione di un nuovo stato federale, gli Stati Uniti d'Indonesia. Tuttavia fu subito evidente che l'implementazione di questa nuova realtà politica non sarebbe stata di facile realizzazione. Episodi di violenza e di combattimenti continuarono a esplodere nel territorio sotto il controllo dei nazionalisti, e questo venne interpretato dalle autorità olandesi come una mancanza di disponibilità nel procedere con il rispetto degli accordi di Linggadjati. Il 27 maggio 1947 la commissione generale olandese presentò un'ulteriore proposta per la formazione di un governo provvisorio che venne rifiutata dai nazionalisti, a questo punto le autorità olandesi si considerarono giustificate nel procedere con un'azione di polizia per ripristinare l'ordine nei suoi ex-domini coloniali, che iniziò il 20 luglio 1947 con nome in codice di operazione Product (Operatie Product).

Per scongiurare l'ondata di violenza scatenata dalle forze militari olandesi, intervenne il Consiglio di sicurezza delle Nazioni Unite con la risoluzione 27 con la quale imponeva alle due parti il cessate il fuoco, la fine delle operazioni di polizia da parte dei militari olandesi, ma soprattutto la ripresa dei negoziati tra Repubblica d'Indonesia e autorità coloniali olandesi. Grazie alla pressione diplomatica di India, Australia, Regno Unito, Stati Uniti d'America ed Unione Sovietica, le Nazioni Unite riuscirono a organizzare una nuova tavola di negoziati che portarono come risultato il cosiddetto accordo della Renville, firmato il 17 gennaio 1948, sulla nave statunitense USS Renville. Il nuovo accordo conteneva diciotto punti, che avrebbero dovuto aprire la strada ad ulteriori termini di accordo, più dettagliati e definitivi.

Nel frattempo Hubertus van Mook rassegnò le dimissioni dal suo incarico di governatore-generale delle Indie Orientali Olandesi e venne sostituito dall'ex primo ministro olandese Louis Beel, il quale, affermando che i leader nazionalisti indonesiani non avevano alcuna intenzione di perfezionare quanto ratificato con l'accordo della Renville, decise di ricorrere ad una nuova azione di polizia denominata operazione Corvo (Operatie Kraai) che ebbe inizio il 19 dicembre 1948.

Il primo giorno delle operazioni coinvolse il lancio di truppe paramilitari paracadutate sulla capitale della Repubblica d'Indonesia, Yogyakarta, che aveva come obiettivo l'arresto dei leader politici repubblicani e degli alti ufficiali dell'esercito, che vennero tutti posti sotto arresto in qualità di prigionieri politici.

La reazione della comunità internazionale fu molto dura con le autorità coloniali olandesi, ed il Consiglio di sicurezza delle Nazioni Unite emanò la risoluzione 67 il 28 gennaio 1949, che imponeva un immediato cessate il fuoco, la liberazione dei prigionieri politici detenuti sull'isola di Bangka e la ripresa delle trattative diplomatiche. In ottemperanza a queste disposizioni, il 7 maggio 1949 venne ratificato il nuovo accordo Roem–van Roijen tra il rappresentante del Governo indonesiano Mohammad Roem e il diplomatico olandese Herman van Roijen, nel quale la delegazione olandese dichiarò la volontà del suo governo di permettere la liberazione di tutti i prigionieri politici, il ritorno del Governo indonesiano repubblicano nella sua capitale, ed entrambi i governi si impegnavano a partecipare ad una conferenza di pace che si sarebbe tenuta all'Aia con l'intenzione di "accelerare il trasferimento incondizionato della sovranità reale e completa agli Stati Uniti d'Indonesia". Dopo che il Governo indonesiano fece ritorno dal suo esilio a Yogyakarta il 6 luglio 1949, in questa stessa sede. tra la metà di luglio e gli inizi di agosto, si tennero diversi incontri tra rappresentanti repubblicani e rappresentanti degli stati federali sotto l'autorità olandese, ovvero la Bijeenkomst voor Federaal Overleg, che si confrontarono nella cosiddetta Conferenza inter-indonesiana, per discutere i termini per la creazione della nuova realtà politica federale, ovvero gli Stati Uniti d'Indonesia.

## La conferenza di pace
La conferenza di pace fu inaugurata all'Aia dal primo ministro olandese Willem Drees il 23 agosto 1949 all'interno della Ridderzaal (Camera dei cavalieri) appartenente al complesso architettonico del Binnenhof, centro nevralgico per secoli della vita politica dei Paesi Bassi. Nonostante l'atmosfera di reciproco sospetto, fu ben chiaro a tutte le parti in causa che un ulteriore fallimento avrebbe avuto conseguenze disastrose sia sul piano politico che economico, ed era quindi necessario giungere ad un accordo definitivo.

Un importante contributo venne dalla supervisione dei trattati da parte del Comitato delle Nazioni Unite sull'Indonesia, il quale fornì numerosi suggerimenti utili a superare gli ostacoli incontrati lungo il percorso.

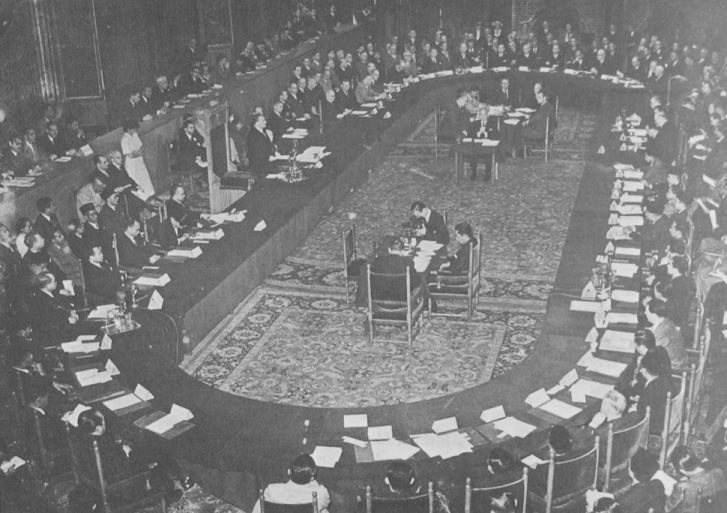
Foto di una sessione della tavola rotonda

Dal punto di vista del governo repubblicano indonesiano, la posizione era piuttosto semplice, e si concentrava sulla necessità di velocizzare il processo di trasferimento dell'autorità territoriale in favore della nuova federazione, come fu chiaramente espresso dal capo delegazione, il Vice-Presidente Mohammad Hatta, lasciando la discussione sugli ulteriori punti in un periodo successivo. Sebbene la posizione olandese fosse diametralmente opposta, tuttavia si raggiunse quasi pacificamente un accordo sulla Carta di trasferimento della sovranità, la quale stabiliva che il Regno dei Paesi Bassi avrebbe trasferito in modo incondizionato ed irrevocabile la sovranità alla Repubblica degli Stati Uniti d'Indonesia, mentre la Repubblica d'Indonesia avrebbe acconsentito a questo passaggio sulla base degli articoli della propria Costituzione.

Oltre alla stesura della Carta di trasferimento della sovranità, si trovarono altri accordi tra i quali uno statuto dell'Unione, un abbozzo di Costituzione, e vari accordi economici, sociali e sulla situazione militare, contenuti in un documento denominato "Accordo di misure transitorie".

Mappa che rappresenta la suddivisione territoriale degli Stati Uniti d'Indonesia con le zone in rosso che indicano il territorio della Repubblica d'Indonesia.

Lo statuto dell'Unione delineava struttura e poteri dell'Unione olandese-indonesiana, una realtà in cui entrambe le parti avrebbero avuto lo stesso peso in modo tale che le decisioni potevano essere prese solo di comune accordo. Lo stesso Statuto prevedeva che l'Unione avrebbe dovuto avere un capo di Stato puramente simbolico nella figura della monarca Guglielmina dei Paesi Bassi, una conferenza di ministri, una corte per dirimere gli arbitrati giuridici e un Segretariato.
 La Conferenza di Ministri sarebbe stata formata da tre ministri per parte, con incontri programmati due volte l'anno. Le decisioni di questo organo dovevano essere prese all'unanimità, ma era richiesto comunque il voto di approvazione dei rispettivi Parlamenti.
Le delegazioni raggiunsero importanti accordi anche in merito al ritiro delle truppe olandesi in tempi più brevi possibile, mentre il Regno dei Paesi Bassi avrebbe riconosciuto agli Stati Uniti d'Indonesia lo status di nazione più favorita.

### Il problema del debito dell'amministrazione coloniale olandese
Uno dei punti di maggior disaccordo tra i contraenti era la questione del debito dell'amministrazione coloniale delle Indie orientali olandesi, dal momento che ognuna delle parti presentò un computo notevolmente difforme da quello dell'altra, ma anche perché c'era la spinosa questione se la nuova realtà degli Stati Uniti d'Indonesia dovesse o no farsi carico di tali debiti. In particolare la delegazione indonesiana considerava oltraggioso dover pagare un debito contratto dall'amministrazione olandese per finanziare le operazioni militari perpetrate proprio contro il territorio indonesiano sotto il controllo della Repubblica d'Indonesia.

Dal canto loro i rappresentanti dei Paesi Bassi, essendo il maggior creditore dell'amministrazione coloniale olandese, pretese di avere una qualche forma di controllo e supervisione sulle politiche finanziarie e fiscali indonesiane, tuttavia questa proposta venne pienamente rigettata dalla delegazione indonesiana ravvisando in essa una violazione della propria sovranità. Anche in questo caso si giunse a delle concessioni, in modo tale che i Paesi Bassi non avrebbero avuto alcun controllo diretto sulle politiche economiche indonesiane, per contro gli indonesiani accettarono di sottomettere tutte le proprie deliberazioni più importanti in materia economica al vaglio olandese, almeno fino a quando la Repubblica d'Indonesia fosse rimasta debitore nei confronti dei Paesi Bassi.

In merito alla cifra dell'ammontare del debito pubblico, si giunse ad un accordo che prevedeva una cifra corrispondente a circa 4.300.000 fiorini che la Repubblica degli Stati Uniti d'Indonesia avrebbe assunto al momento del trasferimento di sovranità.

### La questione della Nuova Guinea
L'altro grosso ostacolo al successo dei trattati olandesi-indonesiani fu quello relativo alle sorti della Nuova Guinea, un'area pressoché disabitata le cui risorse economiche e in termini di materie prime era del tutto ignota. I delegati olandesi sostennero che questa regione non fosse né geograficamente né antropologicamente legata all'Indonesia; per questo motivo essa sarebbe dovuta restare sotto l'autorità coloniale olandese. La delegazione indonesiana, temendo ripercussioni interne, rifiutò tale proposta. Dal momento che questo era l'unico punto che avrebbe potuto portare ad una fase di stallo dei negoziati, entrambe le parti concordarono di aggiungere un Articolo alla Carta del Trasferimento di Sovranità nella quale si stabilì che la Nuova Guinea sarebbe rimasta sotto la giurisdizione olandese fino a quando il suo status giuridico non fosse stato definito in ulteriori negoziati futuri, che si sarebbero dovuti tenere non oltre il periodo di un anno dopo il trasferimento di sovranità.

## Le conseguenze del trattato
Le due Camere del Parlamento olandese discussero l'accordo e lo ratificarono il 21 dicembre 1949 con la maggioranza necessaria dei 2/3. Sul fronte indonesiano, nonostante le aspre critiche per aver accettato di assumere un debito pubblico così pesante e le concessioni, considerate eccessive, sulla questione della Nuova Guinea, il Comitato Centrale Nazionale Indonesiano ratificò l'accordo il 14 dicembre 1949. La sovranità venne trasferita agli Stati Uniti d'Indonesia il 27 dicembre 1949.